# 모스크바
모스크바는 러시아의 수도이다. 유럽에서 인구가 가장 많은 도시이며, 세계에서는 4번째로 큰 도시이다. 모스크바 대공국의 수도였으며 러시아 제국의 수도로 있다가 1712년에 상트페테르부르크로 천도했다. 혁명 이후 1918년 러시아의 수도가 상트페테르부르크에서 이 곳으로 옮겨왔고 1922년 소련의 탄생과 함께 소련의 수도가 되었다. 1991년 소련의 붕괴 이후 러시아의 수도가 되었다. 냉전 시대에는 세계 공산당의 본부이기도 하였던 모스크바는 1980년 하계 올림픽을 개최하기도 하였다.
모스크바는 러시아 최대의 공업도시로 기계 제조가 공업 생산의 절반 이상이다. 자동차, 전기(電機), 공작기계, 제강(製鋼), 볼 베어링, 복잡한 장치류 등의 대공장이나 화력발전소가 있으며, 직물, 식료품 등의 경공업도 발전하였다. 모스크바는 러시아 최대의 철도, 도로, 항공교통의 중심지이고, 학술 문화의 중심지이다. 러시아 과학아카데미를 비롯한 여러 부문의 아카데미, 모스크바 대학교, 다양한 연구소, 도서관, 박물관, 미술관, 극장 등이 있다. 시가의 중심에는 모스크바강 왼편에 크렘린이 있고, 주변에 붉은 광장과 레닌 묘, 바실리 사원 등이 있으므로 시가 중심지가 모스크바의 상징적 풍경이다. 시가 중심에서 사방으로 방사상(放射狀) 도로가 뻗고, 시의 외주(外周)를 둥근 원 형태의 환상(環狀) 도로가 둘러싸며, 그 밖은 숲이 풍부한 공원을 배치했다. 대표적 건물은 크렘린이다. 11월에서 2월까지의 겨울에는 태양이 오전 8시 30분이 넘어야 뜨고 (12월 28, 29, 30일에는 오전 9시에 뜬다). 오후 4시만 되어도 진다. (여름에는 오전 4시 45분만 되어도 해가 뜨고 오후 10시가 넘어서도 해가 지지 않는다.)

## 역사
모스크바라는 도시 이름은 모스크바강에서 유래했다. 모스크바는 원래 쿠츠코프(Kuchkov) 또는 쿠츠코바(Kuchkova)라는 이름으로 오랫동안 불려왔다. 하지만 수즈달 공작인 유리 돌고루키에게 정복되면서 이름이 모스코프(Moskov)로 바뀌었다. 이러한 기록은 1147년에 유리 돌고루키가 대귀족을 모스코프로 초대해 대연회를 열었다는 내용의 연대에서 처음으로 등장한다. 9년 후인 1156년 로스토프의 왕자 돌고루키 공은 목재로 요새를 두르고 모스크바 크렘린을 짓게 했고, 도시가 크기가 성장하면 확장 보수를 반복하여 요새를 건립했다.  이후 1283년 류리크 왕조 출신의 공족인 다닐 알렉산드로비치가 볼가 강과 오카 강 사이에 꾸준한 도시 확장에 유리한 모스크바를 수도로 하는 루스 공국인 모스크바 공국을 건국하였다. 이반 1세 때부터 전 루스인의 대공 직위를 독점하며 모스크바 대공국으로 격상한 모스크바는 키이우를 대체하는 루스의 새로운 중심지로 성장하였다. 이후 킵차크 칸국을 몰아내고 전체 루스 공국들을 통일하면서 명실상부한 루스의 중심지로 기능하게 되었다.

## 자연 환경

### 지리
북위 55도 45분, 동경 37도 37분에 위치한다. 중심부에는 모스크바강이 흐른다. 시간대는 UTC+3이다.
지명의 유래는 조그만한 연못이 있는 땅 또는 소택지, 습지란 의미의 구 핀어이다.

### 기후
| 모스크바의 기후                                                  | 모스크바의 기후 | 모스크바의 기후 | 모스크바의 기후 | 모스크바의 기후 | 모스크바의 기후 | 모스크바의 기후 | 모스크바의 기후 | 모스크바의 기후 | 모스크바의 기후 | 모스크바의 기후 | 모스크바의 기후 | 모스크바의 기후 | 모스크바의 기후 |
| 월                                                               | 1월             | 2월             | 3월             | 4월             | 5월             | 6월             | 7월             | 8월             | 9월             | 10월            | 11월            | 12월            | 연간            |
| ---------------------------------------------------------------- | --------------- | --------------- | --------------- | --------------- | --------------- | --------------- | --------------- | --------------- | --------------- | --------------- | --------------- | --------------- | --------------- |
| 역대 최고 기온 °C (°F)                                           | 8.6 (47.5)      | 8.3 (46.9)      | 19.7 (67.5)     | 28.9 (84.0)     | 33.2 (91.8)     | 34.8 (94.6)     | 38.2 (100.8)    | 37.3 (99.1)     | 32.3 (90.1)     | 24.0 (75.2)     | 16.2 (61.2)     | 9.6 (49.3)      | 38.2 (100.8)    |
| 일평균 최고 기온 °C (°F)                                         | −3.9 (25.0)     | −3.0 (26.6)     | 3.0 (37.4)      | 11.7 (53.1)     | 19.0 (66.2)     | 22.4 (72.3)     | 24.7 (76.5)     | 22.7 (72.9)     | 16.4 (61.5)     | 8.9 (48.0)      | 1.6 (34.9)      | −2.3 (27.9)     | 10.1 (50.2)     |
| 일일 평균 기온 °C (°F)                                           | −6.2 (20.8)     | −5.9 (21.4)     | −0.7 (30.7)     | 6.9 (44.4)      | 13.6 (56.5)     | 17.3 (63.1)     | 19.7 (67.5)     | 17.6 (63.7)     | 11.9 (53.4)     | 5.8 (42.4)      | −0.5 (31.1)     | −4.4 (24.1)     | 6.3 (43.3)      |
| 일평균 최저 기온 °C (°F)                                         | −8.7 (16.3)     | −8.8 (16.2)     | −4.2 (24.4)     | 2.3 (36.1)      | 8.1 (46.6)      | 12.2 (54.0)     | 14.8 (58.6)     | 13.0 (55.4)     | 8.0 (46.4)      | 3.0 (37.4)      | −2.4 (27.7)     | −6.5 (20.3)     | 2.6 (36.7)      |
| 역대 최저 기온 °C (°F)                                           | −42.1 (−43.8)   | −38.2 (−36.8)   | −32.4 (−26.3)   | −21.0 (−5.8)    | −7.5 (18.5)     | −2.3 (27.9)     | 1.3 (34.3)      | −1.2 (29.8)     | −8.5 (16.7)     | −20.3 (−4.5)    | −32.8 (−27.0)   | −38.8 (−37.8)   | −42.1 (−43.8)   |
| 평균 강수량 mm (인치)                                            | 53 (2.1)        | 44 (1.7)        | 39 (1.5)        | 37 (1.5)        | 61 (2.4)        | 78 (3.1)        | 84 (3.3)        | 78 (3.1)        | 66 (2.6)        | 70 (2.8)        | 52 (2.0)        | 51 (2.0)        | 713 (28.1)      |
| 평균 강우일수                                                    | 8               | 6               | 9               | 15              | 16              | 16              | 15              | 16              | 16              | 17              | 13              | 8               | 155             |
| 평균 강설일수                                                    | 25              | 23              | 15              | 6               | 1               | 0               | 0               | 0               | 0.3             | 5               | 17              | 24              | 116             |
| 평균 상대 습도 (%)                                               | 85              | 81              | 74              | 68              | 67              | 72              | 74              | 78              | 82              | 83              | 86              | 86              | 78              |
| 평균 월간 일조시간                                               | 33              | 72              | 128             | 170             | 265             | 279             | 271             | 238             | 147             | 78              | 32              | 18              | 1,731           |
| 가능 일조율                                                      | 14              | 27              | 35              | 40              | 53              | 53              | 52              | 51              | 38              | 24              | 13              | 8               | 34              |
| 출처 1: Pogoda.ru.net (평년값: 1991년~2020년, 극값: 1879년~현재) |                 |                 |                 |                 |                 |                 |                 |                 |                 |                 |                 |                 |                 |
| 출처 2: Thermograph.ru, Meteoweb.ru (일조시간)                   |                 |                 |                 |                 |                 |                 |                 |                 |                 |                 |                 |                 |                 |

## 인구 통계

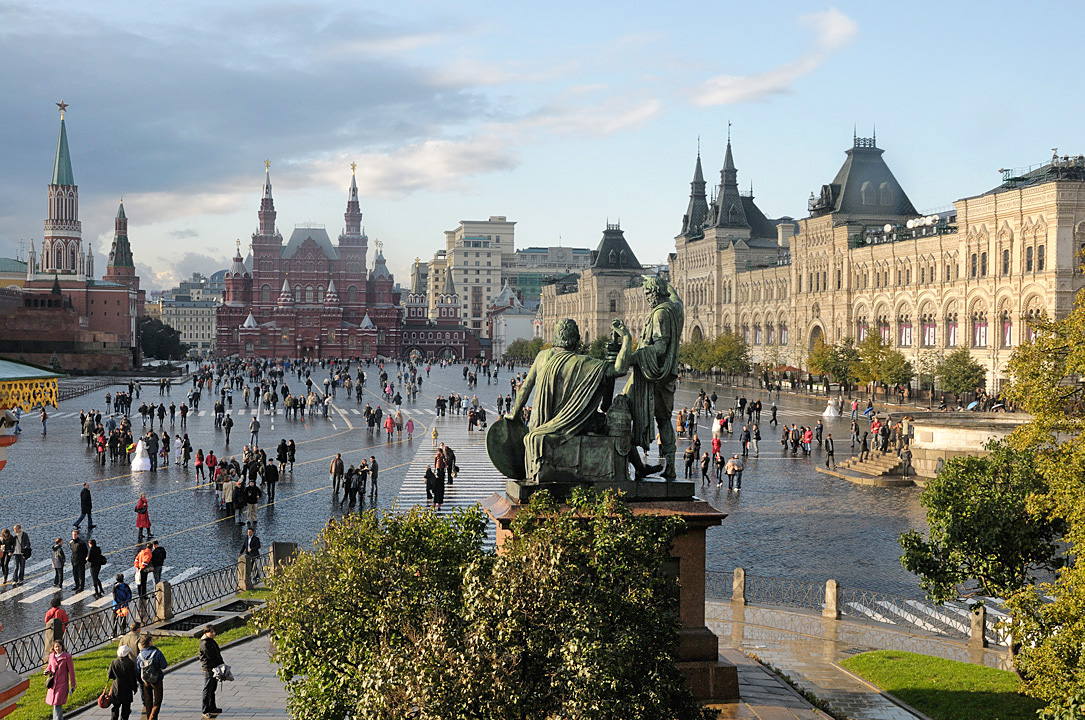
붉은 광장

### 주민
| 연도                                                                    | 인구       | ±%      |
| ----------------------------------------------------------------------- | ---------- | ------- |
| 1897                                                                    | 1,038,625  | —       |
| 1926                                                                    | 2,019,500  | +94.4%  |
| 1939                                                                    | 4,137,000  | +104.9% |
| 1959                                                                    | 5,032,000  | +21.6%  |
| 1970                                                                    | 6,941,961  | +38.0%  |
| 1979                                                                    | 7,830,509  | +12.8%  |
| 1989                                                                    | 8,967,332  | +14.5%  |
| 2002                                                                    | 10,382,754 | +15.8%  |
| 2010                                                                    | 11,503,501 | +10.8%  |
| 2018                                                                    | 12,506,468 | +8.7%   |
| 2021                                                                    | 12,593,000 | +0.7%   |
| Population size may be affected by changes in administrative divisions. |            |         |

| 1400년 - 1856년 | 1400년 - 1856년 | 1400년 - 1856년 | 1400년 - 1856년 | 1400년 - 1856년 | 1400년 - 1856년 | 1400년 - 1856년 | 1400년 - 1856년 | 1400년 - 1856년 | 1400년 - 1856년 | 1400년 - 1856년 | 1400년 - 1856년 |            |
| 1400년          | 1638년          | 1710년          | 1725년          | 1738년          | 1775년          | 1785년          | 1811년          | 1813년          | 1825년          | 1840년          | 1856년          |            |
| --------------- | --------------- | --------------- | --------------- | --------------- | --------------- | --------------- | --------------- | --------------- | --------------- | --------------- | --------------- | ---------- |
| 40,000          | 200,000         | 160,000         | 145,000         | 138,400         | 161,000         | 188,700         | 270,200         | 215,000         | 241,500         | 349,100         | 368,800         |            |
| 1868년 - 2002년 |                 |                 |                 |                 |                 |                 |                 |                 |                 |                 |                 |            |
| 1868년          | 1871년          | 1888년          | 1897년          | 1912년          | 1920년          | 1926년          | 1939년          | 1959년          | 1979년          | 1989년          | 2002년          | 2014년     |
| 416,400         | 601,969         | 753,459         | 1,038,600       | 1,617,157       | 1,027,300       | 2,101,200       | 4,609,200       | 6,133,100       | 8,142,200       | 8,972,300       | 10,383,000      | 12,111,194 |

모스크바는 2019년 기준 12,615,882명이다. 이주민은 러시아를 축소한 듯 여러 주민들이 거주한다. 거의 대부분이 러시아인(90.5%)이고, 우크라이나인(2.4%), 타타르족(1.9%), 유대인(1.5%), 아제르바이잔인(0.92%), 벨라루스인과 아르메니아인(0.7%), 폴란드인(0.1%)도 거주한다. 그 외에도 우즈벡족, 카자흐족, 투르크멘족, 타지크족, 가가우스족, 조지아인, 체첸인 등 여러 소수민족들이 살고 있다.
- 모스크바의 기타슬라브계
  - 세르비아인
  - 크로아티아인
  - 보스니아인(주로 난민 출신)
  - 슬로베니아인
  - 폴란드인
  - 체코인
  - 슬로바키아인
  - 불가리아인

### 종교
기독교가 모스크바의 주된 종교로, 종파로는 러시아 정교회가 대부분이다. 모스크바는 러시아의 동방 정교회의 수도이다. 러시아 정교회는 러시아의 전통 종교이자 1997년 통과된 법에 따라 러시아 역사 유산의 일부로 인정한다. 모스크바에서 기타 종교와 종파로는 이슬람교, 개신교, 구교도, 불교, 유대교가 포함된다.
이 도시의 이슬람교 인구를 1,200,000~1,500,000명으로 추산하나 (전체 10,500,000명 중), 2010년 기준으로 4군데의 이슬람 사원이 있다. 시청에서 남동쪽에 이슬람 사원 설립을 승인했으나, 반이슬람 운동가들이 건설을 반대하며 반대 운동이 진행 중이다.

## 도시 경관

### 건축
크렘린
크렘린은 모스크바의 중심에 위치한 건축 예술의 기념비로서, 러시아의 심장이자 러시아의 위대함의 상징이다. 이는 보로비쯔끼 언덕 위에 위치한다. 보로비쯔끼 언덕은 배들이 운행하는 두 개의 강인 모스크바 강과 녜글린나야강이 서로 만나는 지점에 있다. 이는 모스크바에서 가장 역사 깊은 지역이다. 11세기에 이곳에는 시골 마을이 있었고 1147년에 이 지역을 최초로 연대기에 기록했다.
크렘린은 수도인 모스크바의 성장에 따라서 사상, 정치, 문화 중심지로서 발전했다. 17세기 대규모 건축 사업으로 크렘린 형태가 변화했다. 오늘날 눈에 익은 그 모습을 17세기에 형성했다. 18세기와 19세기에 궁전들과 국가기관들이 있는 건물들을 재건하는 대대적인 작업을 했다. 구 소련 시절에 크렘린 지역 성당들 과반수를 허물고 공산당 대회 회관을 그 위에 건설하였다.
모스크바 크렘린은 중세 유럽 축성(築城) 예술의 명작 중 하나이다. 이 건축물들은 1485~1495년에 이탈리아 건축 예술가들과 건축 기사들이 세웠다. 성채의 윤곽은 삼각형 모양이다. 성벽 총 길이는 2,235m이고, 이 성벽을 따라서 18개의 군사용 망루가 있다. 큼직한 벽돌 (개당 중량 8 킬로그램)을 쌓아서 만든 성벽은 지면의 높낮이에 따라 높이가 5미터에서 19미터에 이르며 벽 두께는 3.5~6.5m이다. 망루들은 여러 층이며, 그 중 가장 높은 것은 구세주탑과 삼위일체탑이다.
붉은 광장
붉은 광장은 크렘린 역사상 매우 중요한 위치를 차지한다. 17세기부터 이 광장은 '크라스나야'라고 불렀다. 이 명칭은 '아름다움'을 의미하던 동슬라브어 단어에서 비롯했으나, 현대 러시아에 와서는 의미가 '붉은색'으로 변화하여 현재는 이 광장의 이름을 '붉은 광장'이라고 번역한다. 이 광장을 무대로 삼아 러시아 역사의 중대한 여러 사건들이 일어났다. 현재도 붉은 광장에서 수많은 사람들이 참여하는 행렬과 군사 퍼레이드가 열린다. 현재 붉은 광장은 차량 통행을 금지한다. 붉은 광장은 세계에서 유명한 광장이다. 이는 아름다움과 건축 예술적 가치로 보면, 베니스의 산마르코 광장, 로마의 성베드로 대성당 광장, 파리의 '화합의 광장'과 비견한다. 크렘린과 붉은 광장은 1990년에 유네스코가 문화유산에 등록하였다.

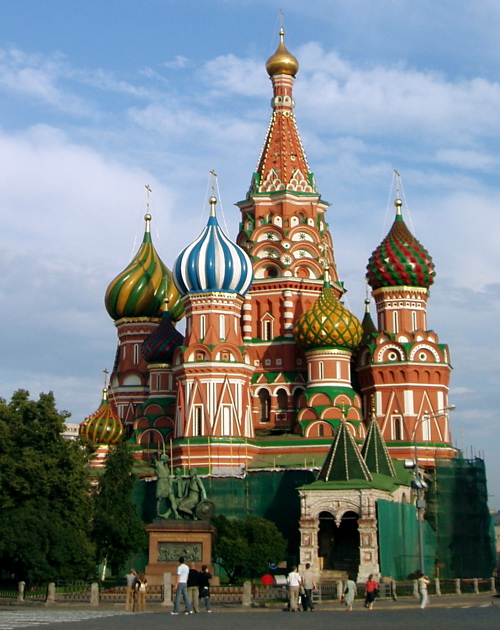
성 바실리 성당

정교회 성 바실리 성당
정교회 성 바실리 성당은 이반 4세의 명령에 따라, 모스크바 군대가 까잔 한국(汗國)과의 전쟁에서 승리한 것을 기념하여 1560년에 세웠다. 이 승리로 모스크바 주변의 전체 루스 땅을 통일하였다. 이 사건을 기념하는 성당 건설에는 특별한 예술적 양식을 적용했다. 이 대성당을 9개의 예배당들로 구성하고, 중 8개 예배당이 중심 예배당 1개를 둘러싼 양식이다. 바실리는 정교회 성직자로 당시 예언자로까지 존경하였다. 1588년 그를 성(聖) 바실리로 성인으로 공인하였고, 정교회 대성당의 북서쪽에 안장하였다. 이후 성 바실리 성당이라고 불렸다.
볼쇼이 극장
볼쇼이 극장은 19세기 중반 러시아 건축 예술의 걸작이며, 유럽에서 가장 큰 극장 건물들 중의 하나이다. 현재 이 극장은 러시아 제일의 음악 예술 회관이다. 이 곳 무대에는 M.I. 글린카, A.S. 다르고믜슈키, M.P. 무소르그스키, P.I. 차이콥스키 등의 오페라와 발레를 상연한다. 이 극장의 예술단은 뛰어난 성악가, 무용가, 지휘자, 미술가들의 작품 활동으로 유명하다.
트베르 거리
모스크바 중심 거리는 트베르 거리 (고리키 거리)이다. 이 거리는 14세기부터 역사에 등장하며, 15-17세기에 모스크바의 변경과 중심지를 잇는 간선 도로들 중 하나였다. 18세기에 페테르스부르크로 나가고 모스크바로 돌아올 때 지나던 거리도 바로 이 거리였다. 이 거리는 다른 거리들보다 넓고, 웅대하고, 또한 물론 활기가 넘친다. 1935년 소련 제1차 모스크바 재건 총계획은 바로 고리키 거리에서 시작하여 이루어졌다. 주변 건물들 옮기거나 부분적으로 보수하는 과정을 거쳐, 거리 폭을 넓혔다. 트베르 거리는 주변 광장들과 함께 조화를 이룬다.
푸슈킨 광장
푸슈킨 광장이, 시간의 흐름에 따라 모습과 구성이 변화하였지만, 다른 주변 광장보다 사회적 활용과 그 목적을 잘 보존하는 광장이다.
노보데비치
16세기에 바실리 3세가 모스크바와 스몰렌스크의 연합을 기념하며 노보데비치를 건설했다. 다섯 개 돔이 있는 스몰렌스키 사원과 종루 등 노보데비치 수도원 건물들은 모두 16∼17세기 러시아 건축을 대표한다. 이곳에는 고골리, 체홉, 마야콥스키, 스타니슬랍스키 등 유명인들과 크렘린 성벽에 유회나 유골이 묻히지 못했던 흐루시초프가 묻혀있는 묘지가 있다. 한편 노보데비치 수도원은 계절마다 멋진 풍경을 한눈에 즐기는 아름다운 곳이다. 러시아의 위대한 작가인 뿌쉬킨, 레르몬토프, 뚜르게네프 등이 어린 시절을 보낸 아르바뜨 거리는 현재 모스크바에서 젊은이들이 가장 많이 붐비는 곳이다. 1970년대에 새로 생긴 신아르바뜨 거리는 모스크바의 가장 번화한 곳 중 하나이며, 반면 구아르바뜨는 소규모 악단이 연주를 하고, 무명화가들이 그림을 그리는 러시아의 문화적인 장소이다. 1990년대 초 사망한 러시아 젊은이들의 우상, 빅토르 최를 기념하는 낙서벽도 구아르바뜨 거리의 한켠에 있다.

### 랜드마크
- 말리 극장
- 러시아 국립 도서관
- 트레치야코프 미술관
- 로코모티프 경기장　Стадион "Локомотив"
- 디나모 경기장　Стадион "Динамо"
- 루즈니키 스타디움

## 사회 및 문화

### 교육
- 국립 모스크바 대학교
- 국립 모스크바 외국어 대학교
- 러시아 민족 우호 대학교
- 국립인문연구대학교

## 스포츠
모스크바에서 가장 인기 높은 스포츠는 축구이며 아래 5개 클럽이 대표적인 모스크바 연고 프로축구 클럽이다.
FC 스파르타크 모스크바, PFC CSKA 모스크바, FC 디나모 모스크바, FC 로코모티프 모스크바, FC 토르페도 모스크바 등 여러 구단이 모스크바에 연고지를 둔다.

## 행정

### 시장
유리 루시코프(1992년 - 2010년) 전 모스크바의 시장
세르게이 소뱌닌 (2010년 - ) 현재 모스크바의 시장

### 행정구
모스크바는 현재 12개의 행정구로 구성되어 있다.
- 중앙 행정구（Центральный АО）
- 북부 행정구（Северный АО）
- 북동부 행정구（Северо-Восточный АО）
- 동부 행정구（Восточный АО）
- 남동부 행정구（Юго-Восточный АО）
- 남부 행정구（Южный АО）
- 남서부 행정구（Юго-Западный АО）
- 서부 행정구（Западный АО）
- 북서부 행정구（Северо-Западный АО）
- 젤레노그라츠키 행정구 (Зеленоградский АО)
- 노보모스콥스키 행정구 (Новомосковский АО)
- 트로이츠키 행정구 (Троицкий АО)

## 교통
시내의 주요한 공공 교통기관은 지하철을 시작으로 버스, 트롤리버스, 노면전차, 택시, 마르슈루트카(승합 택시, 봉고차가 간단한 노선을 따라가며 승객이 원하는 곳에서만 승하차를 한다.) 등이 주요한 교통수단이다.

### 철도
13개의 선로, 9개의 터미널 역이 있다. 역은 행선지의 지명에 따라 이름이 붙여져 있는 경우가 많다.
- 카잔 역 (Казанский вокзал): 야로슬라블스키역 길 건너에 있다.
- 키예프 역
- 쿠르스크 역
- 사뵬로프 역
- 파벨레트 역
- 벨라루스 역
- 야로슬라블역 (Ярославский вокзал): 시베리아 횡단 철도를 달리는 "러시아호" 블라디보스토크행은 이 역에서부터 시작한다.
- 리가 역
- 레닌그라드 역 (Ленинградский вокзал): 상뜨페쩨르부르크로 가는 기차는 이 역에서 출발한다.

### 지하철

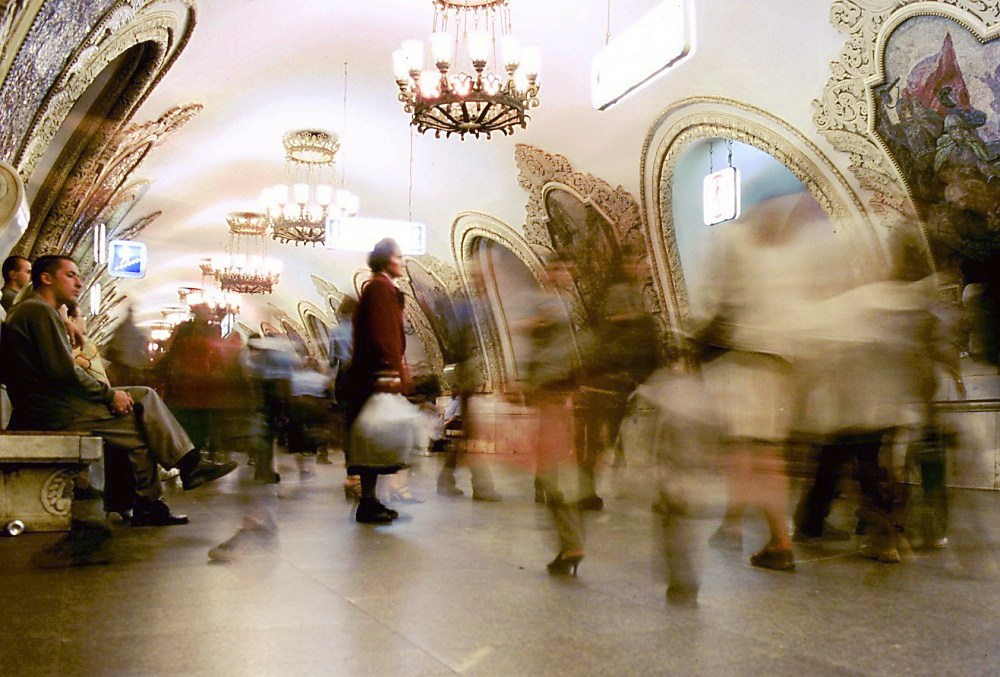
모스크바 지하철의 키예프역

지하철은 11개의 노선을 가지고 있고, 지하철 노선의 종점을 기점으로 한 고가선 위주의 경전철(лёгкое метро) 2개 노선(1개 노선은 건설 중) 및 모노레일 1개 노선이 있다.

### 공항
시내 및 시 교외에 4개의 공항이 있다. 국제선은 셰레메티예보 국제공항(I, II)과 도모데도보 국제공항과 카프카스 방면의 브누코보 공항의 3개의 공항이 있다. 그 밖에도 비코보 공항이 있다.

## 자매 도시
| - 튀르키예 앙카라 - 튀르키예 아르다한 - 아제르바이잔 바쿠 - 아제르바이잔 간자 - 아제르바이잔 아그자베디 - 오스트리아 빈 - 알바니아 티라나 - 알제리 알제 - 멕시코 몬테레이 - 벨라루스 브레스트 - 영국 런던 - 독일 베를린 - 대한민국 경상북도 청송군 - 그리스 아테네 - 이집트 카이로 - 이란 라슈트 - 이란 테헤란 | - 스페인 마드리드 - 이스라엘 텔아비브 - 카자흐스탄 알마티 - 카자흐스탄 아스타나 - 키프로스 니코시아 - 중화인민공화국 베이징 - 쿠바 아바나 - 라트비아 리가 - 레바논 베이루트 - 아랍에미리트 두바이 - 페루 쿠스코 - 폴란드 바르샤바 - 폴란드 크라쿠프 - 세르비아 베오그라드 - 슬로베니아 류블랴나 | - 미국 일리노이주 시카고 - 태국 방콕 - 우즈베키스탄 타슈켄트 - 우크라이나 도네츠크 - 필리핀 마닐라 - 몬테네그로 포드고리차 - 체코 프라하 - 대한민국 서울특별시 - 대한민국 강원도 원주시 - 일본 도쿄 - 아이슬란드 레이캬비크 - 조선민주주의인민공화국 평양시 |